# منتخب كينيا تحت 17 سنة لكرة القدم
منتخب كينيا تحت 17 سنة لكرة القدم (بالإنجليزية: Kenya national under-17 football team) هو ممثل كينيا الرسمي في المنافسات الدولية في كرة القدم في فئة كرة قدم تحت 17 سنة للرجال، يديريه اتحاد كينيا لكرة القدم.